# J.P. Tokoto
J.P. Tokoto, właśc. Jean-Pierre Tokoto II (ur. 15 września 1993 w Rockford) – amerykański koszykarz, występujący na pozycji rzucającego obrońcy, obecnie zawodnik Hapoel Tel Awiw.
2 sierpnia 2016 podpisał umowę z New York Knicks. 5 września 2017 został zawodnikiem australijskiego	Perth Wildcats.

## Osiągnięcia
Stan na 12 maja 2021, na podstawie, o ile nie zaznaczono inaczej.
NCAA
- Uczestnik rozgrywek:
  - Sweet 16 turnieju NCAA (2015)
  - turnieju NCAA (2013–2015)
- Zaliczony do I składu defensywnego ACC (2014)

Indywidualne
- MVP meczu gwiazd ligi izraelskiej (2019)
- Zaliczony do II składu NBL (2018)
- Uczestnik meczu gwiazd ligi izraelskiej (2019)
- Lider w przechwytach ligi australijskiej NBL (2018)